# Aeroportul Hua Hin
Aeroportul Hua Hin (IATA: HHQ, ICAO: VTPH) este un aeroport din Hua Hin⁠(d), Districtul Hua Hin, Provincia Prachuap Khiri Khan, Thailanda ce deservește zona Hua Hin⁠(d). Aeroportul a fost tranzitat în 2020 de 30.863 de pasageri. A fost numit după Hua Hin⁠(d).
Situat la o altitudine de 19 m, aeroportul dispune de o singură pistă.